# Bolesław Wójcicki
Bolesław Wójcicki (ur. ? - zm. 1926) – polski redaktor tygodnika ezoterycznego Świat Niewidzialny, tłumacz, poeta, pisarz, martynista.
Uczeń Czesława Czyńskiego, inicjowany do Zakonu Martynistów 28 listopada 1920 r. przyjmując zakonne imię Brat Jonathan. Szybko awansował i przechodził kolejne szczeble masonerii nieregularnej, w 1920 uzyskał stopień Asocciete, a następnie w Paryżu tytuł Superieur Inconnu (Zwierzchnik nieznany), trzydziesty stopień (Kawalera Kadosza). W 1922 awansował na stopień Philosophe Inconnu (Filozof Nieznany), jeden z najwyższych stopni obowiązujących w martynizmie.
Przetłumaczył i wydał w Warszawie 1910 roku książkę P. Piobba - Moralność rozkoszy, Wenus magiczna bogini miłości. W 1924 wydał szkic monografii okultystycznej Diabeł, spod jego pióra wyszła jeszcze jedna publikacja Królestwo Szatana